# Ribič
Ribič je človek, ki se ukvarja z lovljenjem rib, mehkužcev, rakov in drugih vodnih organizmov v morju ali sladkih vodah (rekah, jezerih...) bodisi poklicno bodisi športno ali ljubiteljsko. Izraz se uporablja tudi za športne potapljače, ki lovijo s harpunami.